# العلاقات الأفغانية الكولومبية
العلاقات الأفغانية الكولومبية هي العلاقات الثنائية التي تجمع بين أفغانستان وكولومبيا.

## مقارنة بين البلدين
هذه مقارنة عامة ومرجعية للدولتين:
| وجه المقارنة                                              | أفغانستان                    | كولومبيا        |
| --------------------------------------------------------- | ---------------------------- | --------------- |
| المساحة (كم2)                                             | 652.23 ألف                   | 1.14 مليون      |
| عدد السكان (نسمة)                                         | 34.94 مليون                  | 49.07 مليون     |
| الكثافة السكانية (ن./كم²)                                 | 53.57                        | 43.04           |
| العاصمة                                                   | كابل                         | بوغوتا          |
| اللغة الرسمية                                             | اللغة البشتوية، اللغة الدرية | اللغة الإسبانية |
| العملة                                                    | أفغاني                       | بيزو كولومبي    |
| الناتج المحلي الإجمالي (بليون دولار)                      | 20.82 مليار                  | 309.19 مليار    |
| الناتج المحلي الإجمالي (تعادل القوة الشرائية) بليون دولار | 62.62 مليار                  | 724.96 مليار    |
| الناتج المحلي الإجمالي الاسمي للفرد دولار أمريكي          | 594                          | 7.60 ألف        |
| الناتج المحلي الإجمالي للفرد دولار أمريكي                 | 1.93 ألف                     | 13.36 ألف       |
| مؤشر التنمية البشرية                                      | 0.479                        | 0.720           |
| رمز المكالمات الدولي                                      | +93                          | +57             |
| رمز الإنترنت                                              | .af                          | .co             |
| المنطقة الزمنية                                           | ت ع م+04:30                  | 00              |

## منظمات دولية مشتركة
يشترك البلدان في عضوية مجموعة من المنظمات الدولية، منها:
| علم المنظمة | اسم المنظمة                               | تاريخ انضمام أفغانستان | تاريخ انضمام كولومبيا |
| ----------- | ----------------------------------------- | ---------------------- | --------------------- |
|             | وكالة ضمان الاستثمار متعدد الأطراف        | 16 يونيو 2003          | 30 نوفمبر 1995        |
|             | منظمة الشرطة الجنائية الدولية             | ?                      | ?                     |
|             | منظمة حظر الأسلحة الكيميائية              | ?                      | ?                     |
|             | الأمم المتحدة                             | 19 نوفمبر 1946         | 5 نوفمبر 1945         |
|             | مؤسسة التمويل الدولية                     | 23 سبتمبر 1957         | 20 يوليو 1956         |
|             | يونسكو                                    | 4 مايو 1948            | 31 أكتوبر 1947        |
|             | مؤسسة التنمية الدولية                     | 2 فبراير 1961          | 16 يونيو 1961         |
|             | البنك الدولي للإنشاء والتعمير             | 14 يوليو 1995          | 24 ديسمبر 1946        |
|             | المركز الدولي لتسوية المنازعات الاستشارية | 25 يوليو 1968          | 14 أغسطس 1997         |
|             | الاتحاد البريدي العالمي                   | ?                      | ?                     |
|             | الاتحاد الدولي للاتصالات                  | 12 أبريل 1928          | 25 أغسطس 1914         |

## وصلات خارجية
- موقع وزارة الخارجية الأفغانية
- موقع وزارة الخارجية الكولومبية